# Villa Therese

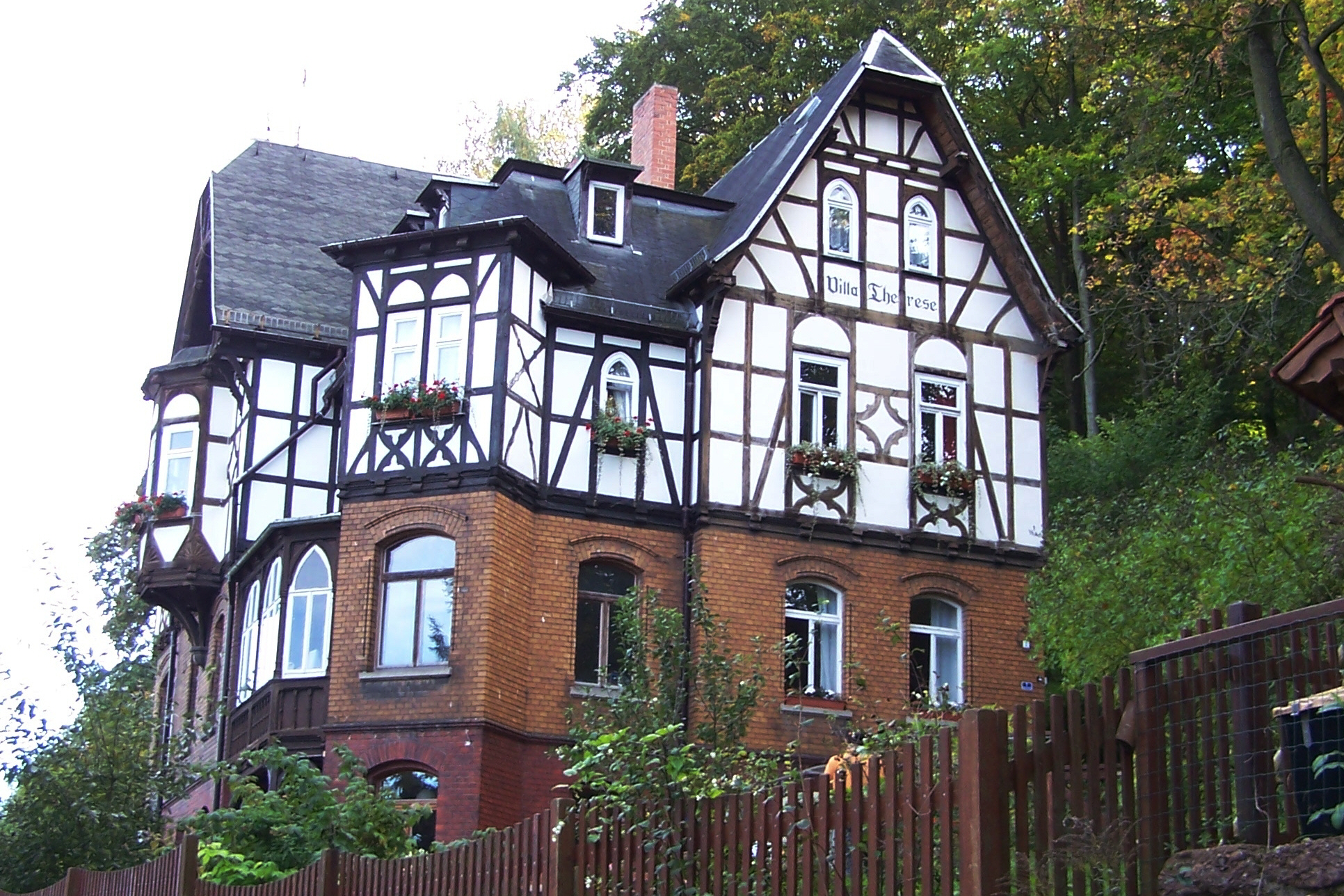
Villa Therese, 2011

Die Villa Therese ist ein Kulturdenkmal in der Stadt Eisenach in Thüringen.

## Geschichte
Das am Eichrodter Weg 1 gelegene Gebäude wurde 1895 vollendet. In den 1920er Jahren wurde die Villa nach mehreren Besitzerwechseln zum Mehrfamilienhaus umgebaut, später wurde 1960 ein ursprünglich vorhandener Turm zurückgebaut. Im Zweiten Weltkrieg wurde das Dach beschädigt. Die drei Wohnungen des Hauses wurden zu Zeiten der DDR geteilt, so dass das Gebäude über sechs Wohneinheiten verfügte. Genehmigungen für größere Sanierungsarbeiten erteilten die Behörden dem Eigentümer nicht, so dass am Gebäude Schäden entstanden, unter anderem Hausschwamm. 
Von 1990 bis 2018 erfolgte eine schrittweise Sanierung in Eigenleistung. Für die denkmalgerechte Sanierung erhielt der Eigentümer zum Tag des offenen Denkmals 2018 als Auszeichnung eine Plakette vom Förderkreis zur Erhaltung Eisenachs e.V.